# Tony Curran
Anthony „Tony” Curran (ur. 13 grudnia 1969 w Glasgow) – szkocki aktor.

## Filmografia

### Filmy kinowe
- 1994: Płytki grób (Shallow Grave) jako Travel Agent
- 1999: Waśnie w świecie baśni (The Magical Legend of the Leprechauns) jako Sean Devine
- 1999: Trzynasty wojownik (The 13th Warrior) jako muzyk Weath
- 2000: Gladiator jako zamachowiec #1
- 2001: Pearl Harbor jako Ian
- 2002: Blade: Wieczny łowca II (Blade II) jako ksiądz
- 2003: Liga niezwykłych dżentelmenów jako Rodney Skinner (głos)
- 2006: Miami Vice jako Brat Aryjski
- 2006: Dobry Niemiec (The Good German) jako Danny
- 2008: Nocny pociąg z mięsem (The Midnight Meat Train) jako kierowca
- 2008: Nowe życie (The Lazarus Project) jako William Reeds
- 2009: Ondine jako Alex
- 2009: Corrado jako oficer Tony
- 2011: Agent XXL: Rodzinny interes (Big Mommas: Like Father, Like Son) jako Chirkoff
- 2014: Marvellous jako Lou Macari

### Seriale telewizyjne
- 2008: Wzór (Numb3rs)
- 2009: Medium jako Lucas Harvey
- 2009: Siły pierwotne (Primeval) jako sir William de Mornay
- 2010: Filary Ziemi (The Pillars of the Earth) jako Król Stefan
- 2010: 24 godziny (24) jako Lugo
- 2010: Mentalista (The Mentalist) jako C.D.C.A Agent Dean Harkin
- 2010: Doktor Who jako Vincent van Gogh
- 2016: Daredevil jako Finn